# Luchita Hurtado
Luchita Hurtado, Aussprache [luˈt͡ʃita urˈt̪aðo], (* 28. Oktober 1920 in Maiquetía, Venezuela; † 13. August 2020 in Santa Monica, Kalifornien) war eine US-amerikanische Malerin.

## Leben
Hurtado zog 1928 nach New York City und besuchte eine Kunsthochschule für Mädchen. 1938 heiratete sie den chilenisch-amerikanischen Journalisten Daniel del Solar. Nachdem del Solar sie mit zwei kleinen Kindern verlassen hatte, arbeitete sie für die Vogue als Illustratorin. Isamu Noguchi brachte sie in Galerien und stellte sie dem Maler und Kunsttheoretiker Wolfgang Paalen vor. 1947 heiratete sie den Wiener Paalen und zog mit ihren Söhnen und ihm nach Mexiko-Stadt, wo sie Frida Kahlo, Diego Rivera und Remedios Varo kennenlernte. Nach dem plötzlichen Tod ihres Sohnes Pablo zog die Familie nach San Francisco. Hier gründeten 1949 Wolfgang Paalen, Gordon Onslow Ford und Lee Mullican die DYNATON Gruppe, eine gegen-surrealistische Gruppe, die jedoch nach mehreren Ausstellungen bereits 1951 wieder zerbrach. Hurtado heiratete 1956 Lee Mullican nach einer einvernehmlichen Scheidung und vier Jahre nach der Geburt des Sohnes Matt Mullican. In den 1970er Jahren war sie in der Frauenbewegung aktiv. Aus dieser Zeit stammen die Gemälde, die bei Made in L.A. im Armand Hammer Museum of Art ausgestellt sind. Hurtados Arbeiten befinden sich im Angeles County Museum of Art und im Museum of Modern Art in New York.

## Einzelausstellungen
- 1953: Paul Kantor Gallery, Los Angeles
- 1970: Tally Richards Gallery, Taos, New Mexico
- 1974: Grandview Gallery, Woman’s Building, Los Angeles
- 1994: Carnegie Art Museum, Oxnard, California
- 2016: Night Club Gallery, Chicago
- 2016: Park View Gallery, Los Angeles
- 2017: Annenberg Community Beach House, Santa Monica
- 2018: Hammer Museum, Made in L.A, Los Angeles, California

## Ausstellungskataloge
- Luchita Hurtado: I live I die I will be reborn. Koenig Books, London 2019, ISBN 978-3-96098-593-8.